# Ulrike Johannson
Ulrike Johannson (* 1951 in Lübeck) ist eine deutsche Schauspielerin und Synchronsprecherin.

## Leben
Ulrike Johannson wurde 1970 bis 1973 am Max Reinhardt Seminar in Wien zur Schauspielerin ausgebildet und war danach als Theater-Schauspielerin tätig. Seit Ende der 1990er Jahre ist sie regelmäßig in Fernsehrollen sowie als Synchronsprecherin präsent.

## Filmografie

### Schauspielerin (Auswahl)
- 2004: Alphateam – Die Lebensretter im OP (Fernsehserie, 2 Folgen)
- 2006, 2007: Küstenwache (Fernsehserie, 2 Folgen)
- 2017: Nadryw
- 2020: Biohackers (Fernsehserie, 2 Folgen)

### Synchronrollen (Auswahl)
- 2002–2004: 24: Penny Johnson Jerald als „Sherry Palmer“ (Serie)
- 2004–2010: Lost: Mira Furlan als „Danielle Rousseau“ (Serie)
- 2007: Ben X: Marijke Pinoy als „Bens Mutter“
- 2009: Ein Hund rettet Weihnachten: Mindy Sterling als „Grandma“
- 2010–2015: Hot in Cleveland: Jane Leeves als „Joy Scroggs“ (Serie)
- 2012–2016: Call the Midwife – Ruf des Lebens: Pam Ferris als „Schwester Evangelina“ (Serie)
- 2014: Paddington: Imelda Staunton als „Tante Lucy“
- 2014–2021: Navy CIS: New Orleans: CCH Pounder als „Dr. Loretta Wade“ (Serie)
- 2016–2017: Lady Dynamite: Bridget Everett als „Dagmar“ (Serie)
- 2017–2019: Anne with an E: Geraldine James als „Marilla Cuthbert“ (Serie)
- 2019: Godzilla II: King of the Monsters: CCH Pounder als „Senatorin Williams“

### Videospiele (Auswahl)
- 2010: Mass Effect 2 als Admiral Shala'Raan vas Tonbay
- 2012: Mass Effect 3 als Admiral Shala'Raan vas Tonbay
- 2013: Goodbye Deponia als Pfandhexe / Mama Bozo
- 2013: Das Schwarze Auge: Demonicon als Dolorosa
- 2021: Resident Evil Village als Die Hexe